# Armando Ginocchio
Armando G. Ginocchio (ur. ?, zm. ?) – argentyński piłkarz, grający podczas kariery na pozycji pomocnika.

## Kariera klubowa
Armando Ginocchio podczas kariery piłkarskiej występował w CA Estudiantes i Newell’s Old Boys Rosario.

## Kariera reprezentacyjna
W reprezentacji Argentyny Ginocchio występował w latach 1907–1910. W reprezentacji zadebiutował 15 sierpnia 1907 w wygranym 2-1 meczu z Urugwajem, którego stawką była Copa Lipton. 
W 1910 został powołany na pierwszą, jeszcze nieoficjalną edycję Mistrzostw Ameryki Południowej, który wówczas nazywał się Copa Centenario Revolución de Mayo 1910. Na turnieju w Buenos Aires Ginocchio wystąpił w obu meczach Argentyny z Chile i Urugwajem.
Ostatni raz w reprezentacji Brown wystąpił 15 sierpnia 1910 w przegranym 1-3 meczu z Urugwajem, którego stawką było Copa Lipton. Ogółem w barwach albicelestes wystąpił w 5 meczach.
| Mecze i gole w reprezentacji | Mecze i gole w reprezentacji | Mecze i gole w reprezentacji | Mecze i gole w reprezentacji | Mecze i gole w reprezentacji | Mecze i gole w reprezentacji | Mecze i gole w reprezentacji |
| #                            | Data                         | Miasto                       | Przeciwnik                   | Gol                          | Wynik                        | Rozgrywki                    |
| ---------------------------- | ---------------------------- | ---------------------------- | ---------------------------- | ---------------------------- | ---------------------------- | ---------------------------- |
| 1.                           | 15.08.1907                   | Buenos Aires                 | Urugwaj                      |                              | 2:1                          | Copa Lipton                  |
| 2.                           | 27.05.1910                   | Buenos Aires                 | Chile                        |                              | 3:1                          | towarzyski                   |
| 3.                           | 05.06.1910                   | Buenos Aires                 | Chile                        |                              | 5:1                          | Copa Centenario              |
| 4.                           | 12.06.1910                   | Buenos Aires                 | Urugwaj                      |                              | 4:1                          | Copa Centenario              |
| 5.                           | 15.08.1910                   | Montevideo                   | Urugwaj                      |                              | 1:3                          | Copa Lipton                  |